# Mulltjärnen (Örträsks socken, Lappland)
Mulltjärnen är en sjö i Lycksele kommun i Lappland och ingår i Umeälvens huvudavrinningsområde.